# Sieben Worte
Sieben Worte est une suite pour violoncelle, accordéon et cordes de la compositrice russe Sofia Goubaïdoulina, écrite en 1982.

## Contexte et création
L'œuvre a été jouée notamment par Alban Gerhardt au violoncelle et Christophe Delporte à l'accordéon sous la direction d'Andreï Boreïko.

## Structure
L'œuvre comprend sept mouvements :
1. Father, forgive them for they know not what they do.
2. Woman, behold thy son.Son, behold thy mather.
3. Verily, I say unto thee - Today shalt thou be with me in paradise.
4. My god, my god, why hast thou forsaken me ?
5. Thirst.
6. It is accomplished.
7. Father, into thy hands I comment my spirit.

## Analyse
L'œuvre est en réalité un double concerto pour violoncelle et accordéon. Elle s'inscrit dans la tradition des méditations sur les sept paroles de Jésus en croix. Dans cette œuvre, la tension se fait présente du début à la fin, avec une grande éloquence.